# Agrilus polinae
Agrilus polinae é uma espécie de inseto do género Agrilus, família Buprestidae, ordem Coleoptera.
Foi descrita cientificamente por Curletti & Sakalian, 2009.